# Донатела Версаче
Донатела Франческа Версаче (итал. Donatella Francesca Versace; Ређо ди Калабрија, 2. мај 1955) италијанска је модна дизајнерка, предузетница и манекенка. Сестра је Ђанија Версачеа, оснивача луксузне модне куће Versace, чији је део наследила после братове смрти 1997. године. Модну кућу је продала предузећу Capri Holdings (Мајкл Корс), али је остала главна креативна директорка.